# Kevin Widmer
Kevin Widmer (* 23. September 1970) ist ein ehemaliger Schweizer Leichtathlet. Seine Spezialstrecken waren die Sprintstrecken. Er war Schweizer Rekordhalter im 200-Meter-Lauf.

## Persönliche Bestleistungen
- 200-Meter-Lauf: 20,41 s, 20. August 1995 in La Chaux-de-Fonds, Schweizer Rekord; dieser Rekord hatte fast 22 Jahre Bestand, bis er 2017 von Alex Wilson unterboten wurde.
- 100-Meter-Lauf: 10,24 s, 20. August 1995 in La Chaux-de-Fonds
- 300-Meter-Lauf: 32,29 s, 2. August 1995 in Langenthal, Schweizer Bestleistung
- 400-Meter-Lauf: 45,84 s, 28. Juli 1995 in Lindau

Anmerkung: Kevin Widmer stellte den Schweizer Rekord über 200 Meter und seine Bestleistung über 100 Meter am gleichen Tag in La Chaux-de-Fonds auf. Seine Bestleistung im 100-Meter-Lauf brachte ihn auf Platz zwei der ewigen Schweizer Bestenliste hinter Dave Dollé, der den Schweizer Rekord über 100 Meter im selben Lauf aufstellte.